# 望月礼二郎
望月 礼二郎（もちづき れいじろう、1931年1月20日 - 2021年2月1日）は、日本の法学者（英米法・比較法・民法）。東北大学名誉教授、神奈川大学名誉教授。東京出身

## 経歴
- 1948年 東京府立第三中学校卒業
- 1949年 第一高等学校 (旧制)中退
- 1951年 東京大学教養学部卒業
- 1953年 東京大学法学部卒業
- 1955年9月　東京大学大学院社会科学研究科博士課程中退
- 1955年 東京大学社会科学研究所助手
- 1960年 東北大学法学部 助教授
- 1962年 ハーバード・ロー・スクール留学（1964年まで）
- 1968年 東北大学法学部 教授
- 1974年 東北大学学生部長
- 1981年 千葉大学法経学部 教授
- 1986年 東京大学社会科学研究所 教授
- 1991年 神奈川大学法学部 教授
- 2004年 神奈川大学退職[3][4]

## 著書
- 『英米法』　青林書院,新版1997年   1981年
- 『アメリカの借地借家制度』　稲本等編・借地借家制度の比較研究-欧米と日本   1987年
- 『アメリカ革命と法』　長谷川等編・市民革命と法   1989年
- 『アメリカ社会の法化』東京大学社会科学研究所編・現代日本社会・二・欧米   1991年
- 『日米法文化の比較』安保等編・日本関係の構図-相互信存と摩擦   1992年